# 王昚
王昚（?—?），字元恭，琅邪郡临沂县（今山东省临沂市）人，南朝陳、隋朝官员，王僧虔玄孙，王筠之孙，南陳黄門侍郎王祥之子，王胄之兄。
王昚博学多识。少年时在江左有盛名。在南陈时，王昚历任太子洗马、中舍人。隋朝灭陈，王昚与王胄都被隋文帝任命为学士。隋炀帝即位，任命他为秘书郎，在官任上去世。